# Géraud Christophe Michel Duroc

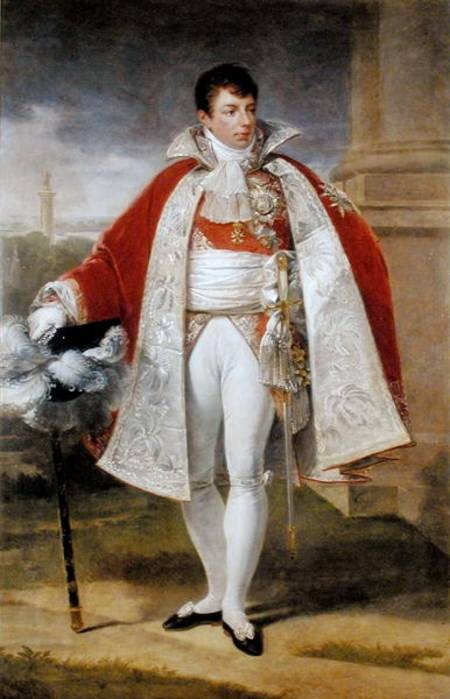
Duroc als Grootmaarschalk van het Paleis.

Géraud Christophe Michel Duroc, 1ste hertog van Friuli, eigenlijk Géraud Christophe de Michel, chevalier du Roc, (Pont-à-Mousson, 25 oktober 1772 - Markersdorf bij Görlitz, 23 mei 1813) was een Franse generaal, diplomaat en grootmaarschalk van het Paleis tijdens de napoleontische periode. Duroc was een van Napoleons hoofdadjudanten en een van zijn naaste vertrouwelingen.

## Biografie

### Militaire dienst - Revolutionaire periode - Vertrouweling van Napoleon
Géraud Christophe Michel du Roc begon een militaire carrière als kadet aan het begin van 1789, maar werd in 1792 uit het leger gezet. Hij emigreerde (uit vrees voor republikeinse represailles tegen Franse edellieden) maar keerde al snel terug naar Frankrijk en hervatte zijn militaire carrière spoedig in de artillerie school van Châlons.
Gepromoveerd tot luitenant bij de artillerie in 1793 maakte Duroc deel uit van de belegering van Toulon en diende vervolgens in het Franse Leger van Italië tot 1798, met name onder het bevel van Antoine-François Andreossy in het ponton korps, waarbij hij zich onderscheidde in Primolano (4 september 1796). Generaal Bonaparte benoemde Duroc in deze periode tot zijn aide de camp (adjudant).
In 1798-1799 was hij in Egypte waar hij vocht te Salahieh, bij Jaffa en Saint-Jean-d'Acre (Akko), waar hij gewond raakte. Duroc keerde terug naar Frankrijk met Bonaparte en nam deel aan de Staatsgreep van 18 Brumaire en werd de premier aide de camp van de eerste consul.

### Diplomatie - Grootmaarschalk van het Paleis

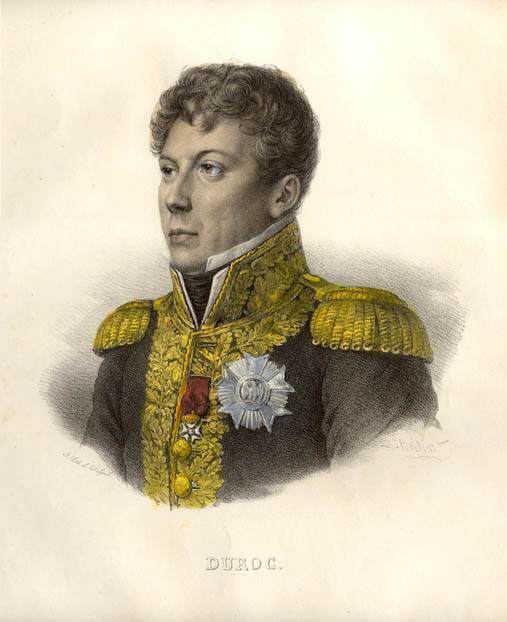
Portret van Duroc.

Vervolgens voerde hij diplomatieke missies uit in Berlijn en Bazel, maar dat weerhield hem er niet van om in juni 1800 de Slag bij Marengo mee te maken. Andere missies volgden in Wenen, Sint-Petersburg en Kopenhagen. In oktober 1801 werd Duroc bevorderd tot brigadegeneraal, twee jaar later tot divisiegeneraal en in 1804 tot grootmaarschalk van het Paleis.
Als gouverneur van het Palais Impérial, grootofficier van het Maison de l'Empereur en grootmaarschalk was hij verantwoordelijk voor de persoonlijke veiligheid van Napoleon (in Frankrijk of tijdens de militaire campagnes in het buitenland) en overzag hij alle details van het keizerlijke huishouden (bijvoorbeeld het regelen van audiënties), alsook de volledige organisatie van het dagelijks leven van de keizerlijke familie. Dat omvatte voornamelijk het beheer van onder andere het meubilair, voedsel, reizen, tuinonderhoud,... Rond 1810 beschikte de grootmaarschalk over meer dan 400 bedienden om deze diverse diensten te onderhouden. Duroc kon ook te allen tijde zich in de vertrekken van Napoleon begeven.
Voor dergelijke zaken onderhield Duroc goede verstandhoudingen met intendant generaal graaf Daru, opperstalmeester Armand de Caulaincourt, de architecten Charles Percier en Pierre Fontaine en de napoleontische politiediensten. Het was in deze hoedanigheid dat hij ook officiële ceremonies zoals Napoleons keizerskroning van 1804 voor zijn rekening nam. De keizerlijke correspondentie werd nagezet gecontroleerd door het zwarte kabinet van Duroc.

### Op campagne aan de zijde van Napoleon - Hertog van Friuli
Van 1805 tot 1807 diende Duroc tijdens Napoleons veldtochten in Oostenrijk, Pruisen en Polen. Tijdens de Slag bij Austerlitz nam hij tijdelijk de leiding over van generaal Oudinots grenadier divisie en onderhandelde vervolgens met de Pruisen over het Verdrag van Schönbrunn, in een poging hen af te raden een oorlog te starten tegen Napoleon.
Duroc raakte eind 1806 ernstig gewond bij een koetsongeluk in Polen, maar herstelde op tijd om de wapenstilstandsvoorstellen na de slag bij Friedland (juni 1807) aan de Russische tsaar Alexander te overhandigen. In 1808 werd hij door Napoleon benoemd tot hertog van Friuli.
In de loop van 1808 te Bayonne verkreeg Duroc de troonsafstand van de koning van Spanje, waarna hij Napoleon vergezelde naar Erfurt en later naar Spanje. Duroc ondersteunde daar Napoleon in diens overtocht van de Sierra de Guadarrama te midden van een sneeuwstorm. Hij vervoegde de keizer tijdens de campagne van 1809 in Duitsland en Oostenrijk en vocht tijdens de veldslagen van Essling en Wagram. Duroc beheerde onder andere de reserve artillerie op het eiland van Lobau in de Donau rivier en maakte deel uit van de grote batterij kanonnen die de slag van Wagram deed kantelen in het voordeel van de Franse strijdkrachten (ter ondersteuning van de doorslaggevende aanval van generaal Macdonald) en onderhandelde de wapenstilstand van Znaim (12 juli 1809).
In 1812 participeerde Duroc aan de Russische veldtocht. Wanneer de campagne uitdraaide in een mislukking vluchtte hij begin december met Napoleon richting Parijs. Daar bewerkstelligde de grootmaarschalk de reconstructie van het Franse leger en de Keizerlijke Garde. In een paar maanden tijd assisteerde Duroc Napoleon in het vormen van tientallen nieuwe infanterie bataljons en ruiterij eskadrons, de artillerie werd volledig herverzameld. In de Duitse campagne (1813) vocht Duroc in Lützen en Bautzen. Hij werd eveneens senator maar zou de functie nooit volledig beoefenen.

### Duroc sneuvelt

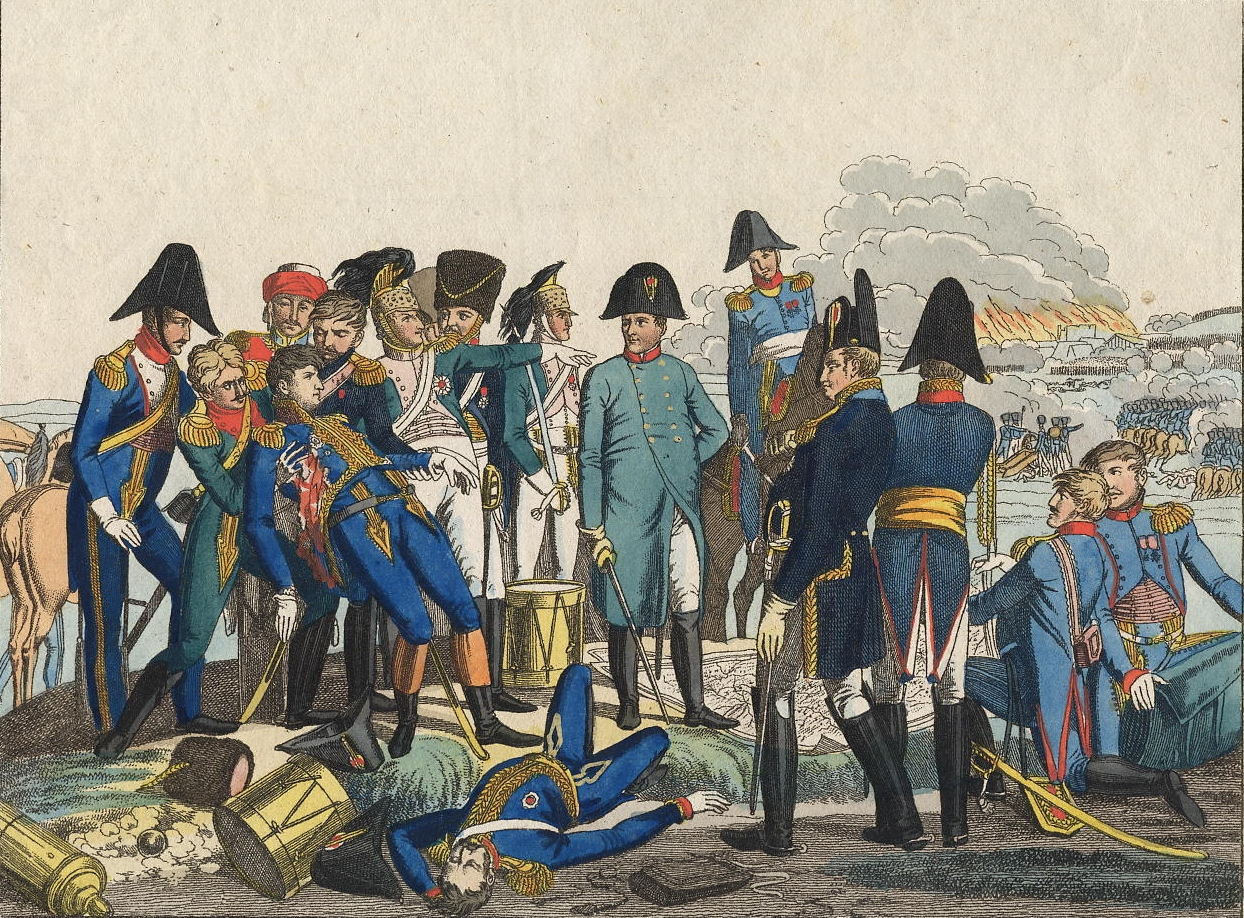
Duroc dodelijk getroffen.

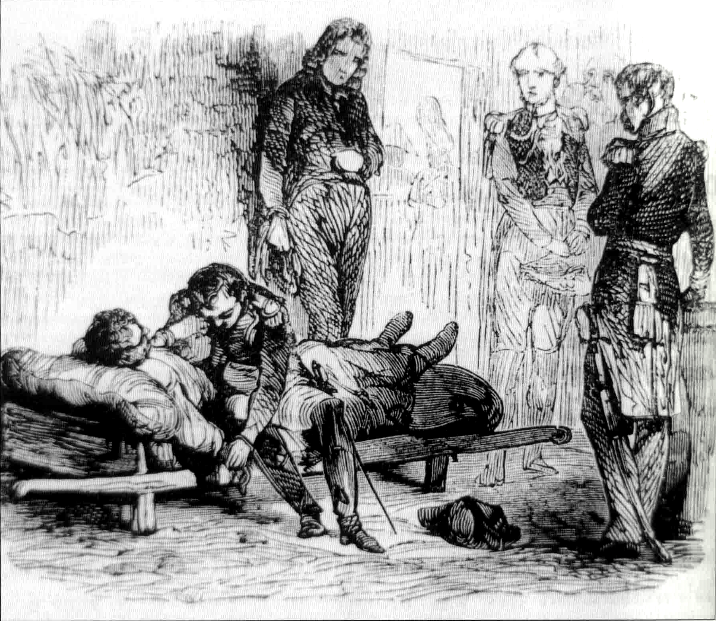
Napoleon op het sterfbed van Duroc.

Gewond door een kanonskogel bij Görlitz, Silezië, overleefde hij op 22 mei 1813 zijn verwonding lang genoeg om Napoleons bezoek te ontvangen. De keizer had een grote waardering voor deze loyale en efficiënte ondergeschikte, competente onderhandelaar en waardevolle militair.
De krant Le Moniteur Universel van 30 mei 1813 bracht het volgende verslag uit van zijn dood: 

Op de avond van 22 mei omstreeks zeven uur besprak de grootmaarschalk, die zich op een kleine eminentie bevond, met de hertog van Treviso (maarschalk Mortier) en generaal Kirgener de krijgshandelingen. Vijandige kanonnen openden het vuur op de hertog van Treviso maar raakte niet gewond. Echter werd de onderbuik van de grootmaarschalk opengereten en generaal Kirgener was op slag dood. De hertog van Friuli voelde onmiddellijk de dood naderen; hij stierf twaalf uur later.

Zodra de militaire buitenposten waren geplaatst en het leger zijn bivak had ingenomen, ging Napoleon de hertog bezoeken. Duroc was nog steeds bij bewustzijn en behield zijn kalmte. "Mijn hele leven", zei Duroc tegen Napoleon, "was gewijd ten dienste van u, en ik betreur alleen maar welk nut dat het nog had kunnen zijn!" - "Duroc", zei de keizer, "er is nog een leven! Wacht daar op mij, op een dag ontmoeten we elkaar weer!"
"Ja, Sire, maar dat zal pas over 30 jaar zijn, wanneer u uw vijanden hebt verslagen en alle verwachtingen van ons land hebt vervuld. Ik leefde als een eerlijk man; ik neem mezelf niets kwalijk. Ik laat een dochter achter, Uwe Majesteit zal dienen als haar vader." De keizer, die de grootmaarschalk zijn rechterhand schudde, bleef een kwartier lang met zijn hoofd rustend op Durocs linkerhand in de diepste stilte zitten. Duroc brak als eerste de stilte: "Ah sire, maak dat je hier wegkomt! Dit schouwspel doet je verdriet aan!"
De keizer, ondersteund door maarschalk Soult (hertog van Dalmatië) en opperstalmeester Caulaincourt, verliet Duroc zonder iets anders te kunnen zeggen dan de woorden: "Vaarwel, mijn vriend!" Napoleon keerde terug naar zijn tent en ontving verder de hele nacht niemand meer.
Generaal Henri Gatien Bertrand werd later aangeduid als opvolger van Duroc als grootmaarschalk van het Paleis.
Tijdens zijn ballingschap op Sint-Helena zei Napoleon het volgende over Duroc: "Zijn dienst was nauwkeurig en regelmatig; het was pas toen mijn dag voorbij was, toen ik al rustte, dat zijn dienst begon. Hij was oprecht, onbaatzuchtig, totaal ongeïnteresseerd in het ontvangen, extreem gul in het geven".
In het Hôtel (Dôme) des Invalides kan de graftombe van Duroc bezichtigd worden.

### Huwelijk en nakomelingen

Hertogelijk wapenschild van Duroc.

Op 9 augustus 1802 trouwde Duroc met Marie-des-Neiges Martinez de Hervas (5 augustus 1788 - 9 december 1871), dochter van Lucia Rita Delgado en José Martinez de Hervas, een rijke Spaanse bankier en minister van Karel IV. De Hervas werd later tot markies van Almenara benoemd.
Uit Durocs huwelijk zijn een zoon en een dochter geboren:
- Napoleon Louis Sidoine de Michel du Roc (24 maart 1811 - 6 mei 1812)
- Hortense Eugénie Marie-des-Neiges Michel du Roc (14 mei 1812 - 24 september 1829), die haar vader opvolgde als hertogin van Friuli.

Na de dood van Duroc trouwde zijn weduwe in 1831 met generaal Fabvier.